# Kup Srbije u vaterpolu 2013./14.
Ovo je osmo izdanje Kupa Srbije u vaterpolu. Branitelj naslova je beogradska Crvena zvezda. Parovi poluzavršnice određeni su ždrijebom 16. prosinca 2013. godine. Istog dana raspisan je natječaj za domaćina završnog turnira koji je objelodanjen krajem prosinca.

## Završni turnir
Završni turnir održao se na Tašmajdanu, a svoj drugi (uzastopni) naslov osvojila je beogradska Crvena zvezda.

### Poluzavršnica
25. siječnja 2014.
- Radnički Kragujevac - Partizan Beograd 9:7 (3:4,4:1,1:1,1:1)
- Vojvodina - Crvena zvezda  6:16 (0:5,3:4,3:6,0:1)

### Završnica
26. siječnja 2014.
- Radnički Kragujevac - Crvena zvezda 11:12 (2:3,3:3,2:3,4:3)[3]
- Gledatelja: 2 000
- Suci: Golijanin i Ragač (obojica Beograd)
- Igrač više: Radnički 13 (3), Crvena zvezda 13 (6)
- Peterci: Radnički 1 (0)
- Radnički Kragujevac: Radić, Burić 1, B. Popović, Korolija 1, Ćirković, Miličić, Ćirić, Basara, Zloković 1, F. Filipović 3, Marković 2, Đ. Filipović 3, S. Popović, Vuksanović; trener: Jovović
- Crvena zvezda: Šefik 1, S. Rašović 2, Rađen, Ivošević, Kljajević, Vukčević 1, Avramović 1, V. Rašović 1, Ranđelović, Vapenski 3, Prlainović 2, Man 1, Draksimović, Milićević; trener: Savić

Pobjedonosni pogodak postigao je Zvezdin vratar Denis Šefik s gola na gol u posljednjoj sekundi utakmice. Kasnije je izjavio kako je opucao iz očaja, te da ovo u cijeloj svojoj karijeri još nije vidio. Radnički je uložio žalbu sa zahtjevom da se utakmica ponovi. Navodno je vrijeme već bilo isteklo u trenutku upućivanja udarca. Udarac nije mogao biti ni upućen jer je Šefik navodno napravio prvo dva pokreta, a potom i zamah prije nego što je uputio udarac ka golu, što po pravilima nije dopušteno, i lopta se u ovoj situaciji dodjeljuje protivničkoj momčadi. Nakon izlaska lopte u gol-aut, udarac ka golu mogao je biti upućen jedino iz "prve", kao prilikom izvođenja prekršaja iza crte od pet metara. 